# Paddy Brennan
Patrick Joseph Brennan, detto Paddy (29 luglio 1877 – Montréal, 1º maggio 1961), è stato un giocatore di lacrosse canadese, vincitore di una medaglia d'oro nel lacrosse maschile a squadre ai Giochi della IV Olimpiade.

## Palmarès
In carriera ha conseguito i seguenti risultati:
- Giochi olimpici

Londra 1908: oro nel lacrosse maschile a squadre.